# Quentin Keynes
Pour les articles homonymes, voir Keynes (homonymie).
Quentin Keynes, né le 17 juin 1921 à Londres et mort le 26 février 2003, est un explorateur et un bibliophile britannique.

## Biographie
Quentin Keynes était l'arrière-petit-fils de Charles Darwin et le neveu de l'économiste John Maynard Keynes.
Il s'installa aux États-Unis en 1939. Peu après la Seconde Guerre mondiale, il commença sa vie d'aventurier, partant explorer l'Afrique et les îles des océans Atlantique et Pacifique. Il réalisa plusieurs films et écrivit des articles pour le National Geographic Magazine. Il collectionna des livres portant essentiellement sur les grands explorateurs du XIXe siècle, mais aussi des livres de voyage, d'histoire naturelle et de littérature moderne.